# Annie Leclerc
Pour les articles homonymes, voir Leclerc.
Annie Leclerc de son nom civique Anne-Marie Leclerc, née le 21 juillet 1940 à Saint-Sulpice-Laurière (Haute-Vienne) et morte le 13 octobre 2006 dans le 15e arrondissement de Paris, est une femme de lettres française. Enseignante de son métier, elle s'est illustrée par son militantisme féministe et son engagement pour la cause des prisonniers.

## Biographie

### Jeunesse et études
Annie Leclerc naît dans une famille aux traditions humanistes. Elle grandit à Sceaux tout en souffrant du milieu petit-bourgeois de la campagne de son Limousin natal. Elle fait ses études primaires et secondaires au Lycée Marie-Curie (Sceaux). Licenciée de philosophie à la Sorbonne en 1963, elle est nommée dans un poste de professeur certifié après sa réussite au CAPES.

### Parcours professionnel
Annie Leclerc s'est imposée comme une figure du féminisme après Mai 68. Elle milite très tôt pour les droits des femmes. Elle signe en 1971 le manifeste des 343 appelant à autoriser l'interruption volontaire de grossesse aux côtés de femmes qui déclarent dans Le Nouvel Observateur avoir elles-mêmes avorté. La notoriété lui vient en 1974 avec le livre Parole de femme. À travers un discours enraciné dans la subjectivité propre aux multiples jouissances du corps et spécialement celui de la femme, elle y montre en quoi les stéréotypes masculins (courage, force, fermeté…) brident la capacité à jouir et dévalorisent les « faibles » : l'enfant, le vieillard, la femme. 
En 1975, elle met sa carrière d'enseignante entre parenthèses afin de se consacrer à l'écriture. Elle collabore à différentes revues, dont Les Temps modernes. À partir de 1979, elle enseigne de nouveau, non plus la philosophie mais les techniques d'expression écrites et orales, non plus dans un lycée général mais à l'IUT de Sceaux. Le 3 octobre 1979, son mari, le théoricien marxiste Nicos Poulantzas, se suicide en se jetant du haut de la tour Montparnasse, la laissant seule avec leur fille de neuf ans, Ariane Poulantzas. Celle-ci devenue documentariste, Annie Leclerc refait sa vie avec Paul Aïm, un philosophe du même âge qu'elle, originaire de Mostaganem en Algérie.
Quinze ans durant, des années soixante-dix jusqu'aux années quatre-vingt-dix, elle anime des ateliers d'écriture hebdomadaires dans les prisons de la région parisienne, tout en dénonçant dans ses propres livres la violence et le caractère contre-productif de l'incarcération, l'échec irrémédiable de la réinsertion dans un système qui érige la punition en principe, le cycle infernal de la récidive que génère le fait de retrancher les criminels du reste de l'humanité.
Elle meurt à soixante-six ans d'une maladie dont l'issue fatale lui est annoncée suffisamment tôt pour qu'elle entame la rédaction d'une œuvre testamentaire, mais pas assez pour qu'elle puisse l'achever : L'Amour selon Mme de Rênal. Elle est inhumée au cimetière du Montparnasse. Un an après son décès, en 2007, son amie Nancy Huston publie Passions d'Annie Leclerc chez Actes Sud. Son compagnon, Paul Aïm, meurt huit ans plus tard, le 25 février 2015.

## Un féminisme dissident
Annie Leclerc est considérée comme une figure majeure du féminisme de l'après mai 68, mais un féminisme qui n'abolit pas la féminité dans l'égalité familiale, juridique, économique entre hommes et femmes, qui affirme la spécificité et la différence de la condition féminine. 
Sa conception d'une femme qui serait valorisée tant dans l'accomplissement des tâches ménagères que dans la maternité la marginalise du mouvement féministe majoritaire des années soixante-dix. Son amitié complice avec Simone de Beauvoir ne survit pas à la parution en 1974 de Parole de Femme. Elle y laisse entendre, ainsi que dans Hommes et Femmes, que le féminisme est une idée d'origine masculine qui renie la féminité elle-même. Elle estime en effet que la dévalorisation des tâches ménagères dévolues aux femmes au profit du travail viril, utile à la société, est le produit d'une société phallocratique. Les activités comme préparer le repas familial, s'occuper des enfants et du mari, faire le ménage sont autant d'activités spirituellement enrichissantes et propres en somme à la véritable féminité, qu'elle conçoit d'abord comme une sensibilité, à l'environnement direct et élargi, aux rapports sociaux, etc. Elle en conclut que la lutte des féministes pour s'emparer des positions sociales des hommes relève in fine d'une survalorisation stérile de ce statut social qui ne peut profiter qu'à l'homme, et qui se fait non seulement au détriment de l'idée que la femme peut se faire d'elle-même (briguer à toute force le même statut que l'homme aboutit à se rendre méprisable à ses propres yeux), mais aussi au détriment de l'ensemble de sa sphère intime comme de la cellule familiale, partant, la sphère familiale étant seule apte à structurer l'individu en regard du monde extérieur, de la société tout entière.

## Écrire dans sa prison
Donnant suite aux recherches d'un Michel Foucault constatant, notamment dans Surveiller et punir, l'inefficacité du système pénitentiaire, c'est dans l'après mai 68 qu'Annie Leclerc s'engage, au risque d'être accusée de naïveté, dans une autre cause, celle de restaurer une dignité au prisonnier, parce que l'humanité de celui-ci ne se réduit pas au crime qui lui a fait perdre sa liberté. Elle emploie les armes qu'elle possède et organise des ateliers d'écriture au sein des prisons. La démarche sera bientôt généralisée par d'autres écrivains, François Bon, Jacques Laurens, Dominique Sigaud, André Benchetrit, Jean-Michel Maulpoix, Marie Depussé, Michel Sales, Philippe Claudel...
Dans les ateliers qu'elle anime, Annie Leclerc s'interdit de prendre connaissance du passé criminel des participants volontaires. Elle y fait pratiquer l'écriture comme un moyen pour les prisonniers de redécouvrir leur émotivité dans les situations les plus ordinaires que la prison propose. Les exercices d'évocation poétique, sorte d'autopsychothérapie, sont une occasion de retrouver une certaine joie de vivre.

## Œuvre

### Publications anthumes
- Le Pont du nord, coll. Blanche, Gallimard, Paris, 1967, 224 p., roman.
- Parole de femme, Grasset, Paris, 1974, 200 p., rééd. coll. Babel, Actes Sud, Arles, 2001, 208 p.
- Épousailles, Grasset, Paris, 1976, 200 p.
- Au feu du jour, Grasset, Paris, 1978, 192 p.
- Hommes et femmes, Grasset, Paris, 1985, 224 p.
- Le Mal de mère, Grasset, Paris, 1986, 168 p.
- Origines, Grasset, Paris, 1988, 280 p.
- Clé, Grasset, Paris, 1989, 80 p.
- Exercices de mémoire, Grasset, Paris, 1992, 256 p.
- Toi, Pénélope, Actes Sud, Arles, 2001, 240 p.  (ISBN 978-2742730834).
- Eloge de la nage, Actes Sud, Arles, 2002, 96 p.  (ISBN 978-2742738052).
- L'enfant, le prisonnier, Actes Sud, Arles, 2003, 224 p.  (ISBN 978-2742742561).

### Publications posthumes
- Préf. N. Huston, L'Amour selon Mme de Rênal, coll. « Un endroit où aller », Actes Sud, Arles, octobre 2007, 70 p.  (ISBN 978-2742770342).
- Préf. N. Huston, Paedophilia ou L'amour des enfants, Actes Sud, Arles, 2010, 144 p.  (ISBN 978-2742788354).

### Copublications
- « Étoile-Nation », in Les Temps Modernes, no 254, Paris, 1967, 11 p.
- Avec H. Cixous & M. Gagnon, La venue à l'écriture, coll. 10/18, Christian Bourgois, Paris, 1977, 152 p.
- M. Cardinal, Autrement dit, B. Grasset, Paris, 1977, 219 p.  (ISBN 2-246-00449-7).
- Avec Ghyslaine Guertin, Michèle Therrien et Georges Guillard, Variations sur des thèmes de Gould, Éditions Momentum, 2007, 167 p.